# Vissoki (Mostovskoi)
Vissoki - Высокий (rus) és un khútor del krai de Krasnodar, a Rússia. Es troba en el curs dels rius Gubs (afluent del Khodz) i Khodz, afluent del Labà, de la conca del riu Kuban. És a 5 km al sud-oest de Mostovskoi i a 155 km al sud-est de Krasnodar.
Pertany al possiólok de Mostovskoi.